# Farhad Aslani
 (juin 2020).
Farhad Aslani (en persan: فرهاد اصلانی), acteur, né le 8 juin 1966, à Bijar, en Iran, est un acteur iranien.

## Filmographie

### Télévision
- 1992-1998 : Imam Ali
- 2000 : The English Briefcase (en)
- 2003 : Police Javan
- 2006 : Vafa
- 2008 : Rahe Bipayan
- 2009 : Le Coffre-fort
- 2009 : Ashpazbashi
- 2010 : Mokhtarnameh

### Cinéma
- 1995 : Le Foulard bleu (Rossari Abi) de Rakhshan Bani-Etemad
- 1996 : Safar be Chazabeh
- 2006 : Istgahe Behesht
- 2007 : La Récompense du silence
- 2009 : Heiran
- 2011 : Ye Habe Ghand
- 2012 : Man Madar Hastam
- 2012 : Pole Choobi
- 2012 : Khers
- 2013 : Vie privée
- 2014 : Tales (Ghesse-ha) de Rakhshan Bani-etemad
- 2015 : Asre Yakhbandan
- 2016 : La Fille (Dokhtar) de Reza Mirkarimi
- 2019 : La Loi de Téhéran (Metri Shesh Va Nim) de Saeed Roustayi : le juge
- 2022 : Leila et ses frères (برادران لیلا, Baradarane Leila) de Saeed Roustayi : Parviz

### Récompenses et nominations
- Prix du meilleur acteur Festival international du film de Moscou 2016[1].